# Propebela angulosa
Propebela angulosa är en snäckart som först beskrevs av Georg Ossian Sars 1878.  Propebela angulosa ingår i släktet Propebela och familjen kägelsnäckor. Inga underarter finns listade i Catalogue of Life.